# Gabriel Dupont

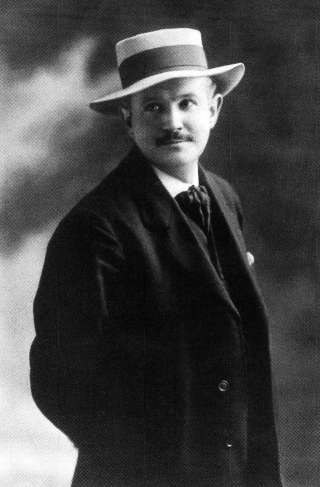
Gabriel Dupont in 1901

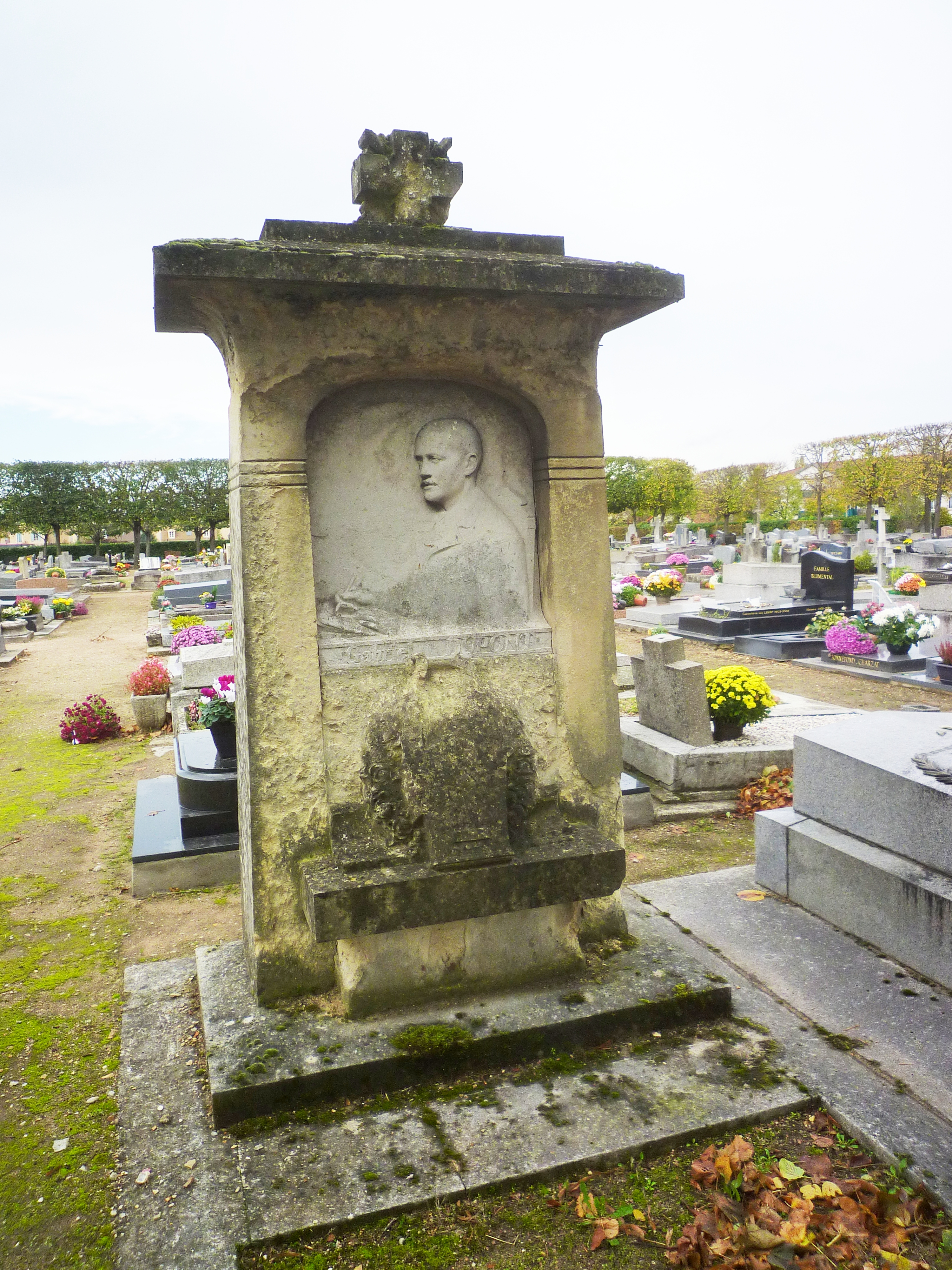
Duponts grafmonument in Le Vésinet

Gabriel Édouard Xavier Dupont (Caen, 1 maart 1878 - Le Vésinet, 1 augustus 1914) was een Franse componist.

## Levensloop
Zijn vader Achille Dupont was leraar aan het Lycée Malherbe en organist van de Église Saint-Pierre in Caen. Als vijftienjarige ging hij studeren aan het Conservatoire de Paris, waar Antoine Taudou, André Gedalge, Jules Massenet, Alexandre Guilmant en Charles-Marie Widor zijn leraren waren. Terwijl hij zijn dienstplicht vervulde werd hij in 1901 tweede bij de Prix de Rome (achter André Caplet, maar voor Maurice Ravel). Hij won de Sonzogno-competitieprijs voor zijn opera La Cabrera, die in 1905 met succes werd opgevoerd in La Scala in Milaan en in 1938 (postuum) in de Opéra-Comique in Parijs.
Dupont had een zwakke gezondheid. Hij leed de laatste tien jaar van zijn leven aan tuberculose, moest vaak het bed houden, omringd door medicijnen, en stierf op 36-jarige leeftijd.

## Werk
Zijn werk is beïnvloed door de laatromantiek, maar ook door het muzikale impressionisme. Het heeft een emotioneel en overwegend melancholiek karakter. Dupont componeerde in 1903-1905 de pianocyclus Les Heures dolentes (die hij ook orkestreerde), in 1908-1909 gevolgd door La Maison dans les dunes (1908-1909). Beide zijn gebaseerd op het thema van een bedlegerige patiënt zoals hijzelf. Hij schreef na La Cabrera nog drie opera's: La Glu (1909), La Farce du Cuvier (1911) en zijn meest succesvolle Antar (1912-1914), die in 1921 postuum in première ging in de Opera-Comique. Tot de solisten behoorde Fanny Heldy. Deze opera is tot aan 1940 vele tientallen malen opgevoerd, maar net als de rest van Duponts oeuvre sindsdien vrijwel vergeten. 
Hij schreef ook het symfonisch gedicht Le Chant de la Destinée (1907), orgelmuziek, kamermuziek en 31 liederen op gedichten van onder anderen Verlaine, Musset, Rimbaud, Rodenbach, Jean Richepin en Leconte de Lisle. Hij droeg La chanson de Myrrha op aan Hildur Fjord. 
Sommige commentatoren schreven de vergetelheid van Duponts composities toe aan zijn vroege dood, maar plausibeler wordt de verklaring geacht dat de muziek in de 20e eeuw andere richtingen insloeg, zodat de belangstelling voor zijn werk verflauwde. In de 21e eeuw zijn diverse cd-opnamen verschenen, van onder meer  Les Heures dolentes (in zowel de piano- als de orkestversie), het aan Widor opgedragen Poème voor pianokwintet, het volledige orkestwerk. en het complete liedoeuvre.

## Oeuvrelijst (selectie)
- Deux Airs de Ballet voor piano, 1895
- La Pluie en Chanson d'automne, liederen (teksten van Paul Verlaine, 1895
- Feuillets d'album voor piano, 1897
- Allegretto voor orgel, 1898
- Élévation en Si bémol majeur voor orgel
- Pièce en forme de canon voor orgel, 1898
- Méditation voor orgel, 1899
- Jour d'été, symfonische schets in drie delen, 1899

1. Matinée ensoleillée
2. Sous bois
3. Nocturne

- Trois Chansonnettes normandes, voor vrouwenkoor en piano (teksten van Émile Blémont), 1900

1. Les marchandes de fleurs
2. Feuilles mortes
3. Ronde du lilas et de la rose

- Journée de Printemps voor viool en piano, 1901
- Pour la Toussaint voor orgel, 1902
- La Cabrera, opera (libretto van Henri Cain), 1903
- Les Heures dolentes voor piano, 1903–1905 en orkestversie, 1906
- Poèmes d'Automne, liederen (gedichten van Paul Verlaine, Arthur Rimbaud en Henri de Régnier), 1904
- La Glu, opera (libretto van Henri Caïn naar Jean Richepin), 1905–1908
- Le Chant de la Destinée, symfonisch gedicht, 1907
- La Maison dans les Dunes voor piano, 1908–1909
- La Farce du cuvier, opera (libretto van Maurice Léna), 1909–1911
- Poème voor piano en strijkkwartet, 1911
- Antar, opera (libretto van Chekri Ganem), 1912–1913